# 藤井寺市立道明寺東小学校
藤井寺市立道明寺東小学校（ふじいでらしりつ どうみょうじひがししょうがっこう）は、大阪府藤井寺市国府2丁目にある公立小学校。

## 沿革
- 1967年（昭和42年）4月1日 - 藤井寺市立道明寺小学校から分離して開校。

## 通学区域
- 北條町、船橋町、惣社1丁目～2丁目、梅が園町、国府1丁目～2丁目、3丁目(8)[1]

※卒業後は基本的に藤井寺市立道明寺中学校に進学する。